# Addingham
Addingham – wieś w Anglii, w hrabstwie ceremonialnym West Yorkshire, w dystrykcie metropolitalnym Bradford. Leży 27 km na północny zachód od miasta Leeds i 295 km na północny zachód od Londynu. W 2001 miejscowość liczyła 3599 mieszkańców.